# Kento Hayashi
Kento Hayashi (林遣都?, Hayashi Kento; Ōtsu, 6 dicembre 1990) è un attore giapponese, lavora sotto l'agenzia Stardust Promotion.
Ha iniziato la sua carriera nel mondo dello spettacolo a metà degli anni 2000 per svolgere subito ruoli da protagonista in varie pellicole cinematografiche e dorama popolari.  
Dopo aver avuto il suo debutto con un ruolo da protagonista in The Battery, ha affiancato Junpei Mizobata in Dive!!; in seguito è stato co-protagonista assieme a Mirai Shida del dorama live action Shōkōjo Seira (ispirato a Lovely Sara). L'anno seguente è co-protagonista con Yuriko Yoshitaka al dorama drammatico Mioka e allo special dedicato a Strawberry Night. Nel 2011 è protagonista del dorama live action ispirato al manga Arakawa Under the Bridge, seguito poi anche da un film per il cinema. Nel 2013 infine partecipa assieme a Takumi Saitō e Hayato Ichihara a Karamazov no kyōdai, riproposizione in chiave moderna della storia tragica creata da Dostoevskij: qui assume il ruolo del figlio più giovane. Ha un fratello e una sorella ed è un caro amico di Sōsuke Ikematsu.

## Filmografia parziale

### Cinema
- The Battery (Batterî), regia di Yōjirō Takita (2007)
- Chîchan wa sôkyû no mukô, regia di Atsushi Kaneshige (2008)
- Dive!!, regia di Naoto Kimazawa (2008)
- Yomei, regia di Jirô Shôno (2008)
- Rabu faito, regia di Izuru Narushima (2008)
- Hikidashi no naka no rabu retâ, regia di Shinichi Miki (2009)
- Parēdo, regia di Isao Yukisada (2009)
- Kaze ga tsuyoku fuiteiru, regia di Sumio Ohmori (2009)
- Rise Up (Raizu Appu), regia di Ryô Nakajima (2009)
- Kôshônin: The movie - Taimu rimitto kôdo 10,000 m no zunôsen, regia di Hidetomo Matsuda (2010)
- Mobadora Vol.2 4x4, regia di Shô Tsukikawa (2010)
- Arakawa Under the Bridge (Arakawa andā za burijji), regia di Ken Iizuka (2012)
- Gâru, regia di Yoshihiro Fukagawa (2012)
- Yamikin Ushijima-kun, regia di Masatoshi Yamaguchi (2012)
- Bakugyaku famîria, regia di Kazuyoshi Kumakiri (2012)
- Il canone del male (Aku no kyōten), regia di Takashi Miike (2012)
- Marching -Asu e-, regia di Shin'ichi Nakada (2014)
- ST: Aka to Shiro no Sôsa File the Movie, regia di Tôya Satô (2015)
- Erased (Bokudake ga inai machi), regia di Yûichirô Hirakawa (2016)
- High & Low: The Movie, regia di Shigeaki Kubo (2016)
- Kashin, regia di Hiroshi Ando (2016)
- Nigakute amai, regia di Shôgo Kusano (2016)
- Guddo môningu shô, regia di Ryôichi Kimizuka (2016)
- Shabondama, regia di Shinji Azuma (2017)
- Fist & Faith, regia di Zhuoyuan Jiang (2017)
- High & Low: The Movie 2 - End of Sky, regia di Shigeaki Kubo e Tsuyoshi Nakakuki (2017)
- Namiya Zakkaten no kiseki, regia di Ryūichi Hiroki (2017)
- High & Low: The Movie 3 - Final Mission, regia di Shigeaki Kubo e Tsuyoshi Nakakuki (2017)
- Cherî bôizu, regia di Ken'ichirô Nishiumi (2018)
- Yakyûbuin, Engeki no Butai ni tatsu!, regia di Setsuo Nakayama (2018)
- Kôhî ga samenai uchi ni, regia di Ayuko Tsukahara (2018)
- Gyangûsu, regia di Yû Irie (2018)
- Ossan's Love: Love or Dead, regia di Tôichirô Rutô (2019)
- Watashi wo kuitomete, regia di Akiko Ôku (2020)
- Inubu, regia di Tetsuo Shinohara (2021)
- Mamorarenakatta mono tachi e, regia di Takahisa Zeze (2021)
- Parasite in Love, regia di Kensaku Kakimoto (2021)
- Rinjin X, regia di Naoto Kumazawa (2023)
- Migawari Mission, regia di Hayato Kawai (2024)

### Televisione
- Shōkōjo Seira – serie TV, 10 episodi (2009)
- Mioka – serie TV, 10 episodi (2010)
- Strawberry Night (Sutoroberī Naito), regia di Yûichi Satô – film TV (2010)
- Arakawa Under the Bridge – serie TV, 10 episodi (2011)
- Q.P. – serie TV, episodio 1x01 (2011)
- Risō no musuko – serie TV, episodi 1x06-1x07 (2012)
- Blackboard - Jidai to Tatakatta Kyoshi tachi – serie TV, episodio 1x02 (2012)
- Resident - gonin no kenshûi – miniserie TV, 5 puntate (2012)
- Karamazov no kyōdai – serie TV, 9 episodi (2013)
- Mizuki Shigeru no Gegege no kaidan, regia di Toshihiro Itô e Ken'ichi Ohmori – film TV (2013)
- Shinigami-kun – serie TV, episodi 1x01-1x02 (2014)
- Ginnikan – miniserie TV, 9 puntate (2014)
- ST Aka to Shirō no Sōsa File – serie TV, 10 episodi (2014)
- 2016: Seirei no moribito
- Nee-chan no koibito (2020)